# Wählergruppe HUT
Die Wählergruppe HUT München e.V. ist eine kommunale Wählergruppe in München. HUT steht dabei für „humanistisch, unabhängig, tolerant“. Sie wurde im Herbst 2013 von dem Münchner Szenewirt und Streetworker Wolfgang Zeilnhofer-Rath gegründet, der auch bei der Wahl des Oberbürgermeisters kandidierte.
Die Wählergruppe versteht sich als Plattform für kommunale Bürgerinitiativen und ist als eingetragener Verein organisiert. Ein zentrales Thema ist Wohnen in München.
Bei der Kommunalwahl am 16. März 2014 trat die Wählergruppe mit einer eigenen Liste an. Darauf kandidierten unter anderem die Künstlerin Petra Perle, der Regisseur und Schauspieler Bülent Kullukcu und die Olympiasiegerin Stephanie Mayr. Die Gruppe errang einen Sitz und zog mit ihrem Spitzenkandidaten Zeilnhofer-Rath in den Münchner Stadtrat ein. Anfang September 2014 traten sechs Vorstandsmitglieder, darunter die beiden stellvertretenden Vorsitzenden, infolge eines Streits mit Zeilnhofer-Rath aus der Wählergruppe aus. Im März 2015 teilten die neu gewählten Vorsitzenden Gerd Eickelberg und Andreas Dorsch mit, dass Stadtrat Zeilnhofer-Rath aus dem Vorstand ausgeschieden ist. Laut Süddeutscher Zeitung gab es Streit, weil Zeilnhofer aus Sicht der bei HUT vertretenen Bürgerinitiativen zu eigenmächtig gehandelt hatte und weil er eher passiv wirkte. Bei der Kommunalwahl 2020 trat HUT nicht mehr an.
Seit dem 2. März 2023 befindet sich der Verein in Liquidation, d. h. der Verein wird aufgelöst.